# Chukha
Chukha, tidligere Chhukha er et af de 20 dzongkhag (distrikter) i Bhutan. Chukha er Bhutans finansielle hovedstad, og Chukha har den største BNI af de 20 distrikter.
Chukha ligger med grænse til Indien, og distriktet handelsmæssige og administrative center Phuntsholing udgør Bhutans vigtigste grænseby umiddelbart nord for den indiske grænseby Jaigaon
27°00′N 89°30′Ø / 27°N 89.5°Ø